# Hyponephele neoza
Hyponephele neoza là một loài bướm thuộc họ Nymphalidae. Nó được tìm thấy ở Ấn Độ.

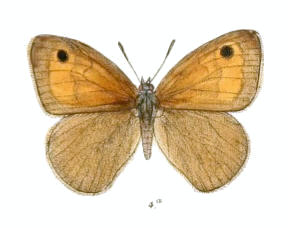